# Барско клане
Клането в Бар е масово убийство в Бар (Черна гора) на мобилизирани за нуждите на партизанската IV армия албанци от Косово и Метохия, осъществено от ЮНОА (10-а черногорска бригада) и някои жители на Бар през пролетта на 1945 г. – по време на Втората световна война.
В бивша Югославия темата е табу. Жертвите са предимно албанци от Косово, събрани в Призрен и оттам ескортирани до Бар в шест различни групи през март и април 1945 година. Част от втория ешелон с обща численост 2382 души, отправен от Призрен на 26 март 1945 г., е избита в Бар на 31 март 1945 година. Според доклад на югославски офицер от разузнаването повод за клането е неуспешният опит на албанец от ешелона да открадне пушката на черногорец. Албанецът е заловен. Воден за разстрел, той започва да моли своите другари на помощ, викайки, че същото ще се случи и с тях. Един албанец хвърля бомба срещу черногорците, на което те отвръщат с огън. Отделни жители на Бар се включват в стрелбата срещу албанците. Според същия източник броят на убитите албанци е 452, а на ранените - 104 души. Според друг източник повод за клането е убийството на един от черногорците от албанец, който се скрива сред останалите.
По различни оценки, броят на жертвите варира от 400 – 450 души (официални партизански хронисти) до 1500 – 2000 (албанските историци), в зависимост от източника.